# Liza Colón-Zayas
Liza Colón-Zayas (Nova Iorque, 15 de julho de 1972) é uma atriz e dramaturga americana. Ela é mais conhecida por interpretar Tina Marrero na série de comédia dramática The Bear, pela qual ganhou o prêmio Primetime Emmy de Melhor Atriz Coadjuvante em Série de Comédia em 2024.

## Infância e educação
Liza Colón-Zayas nasceu como Liza Colón em 15 de julho de 1972 no bairro Bronx, na cidade de Nova York. Ela é descendente de porto-riquenhos.
Ela obteve seu diploma de bacharel em teatro pela SUNY Albany.

## Carreira
Liza começou sua carreira off-Broadway. Ela entrou no teatro convencional quando escreveu, produziu e estrelou um show solo intitulado Sistah Supreme, uma peça semiautobiográfica na qual ela narra seu crescimento como uma mulher latina em Nova York durante as décadas de 1970 e 1980.
Colón-Zayas é membro da LAByrinth Theatre Company, um grupo de atores itinerantes sediado em Nova York, desde sua fundação em 1992.
No palco, ela originou o papel de Norca nas produções off-Broadway de Our Lady of 121st Street e o papel de Haiku Mom em Quiara Alegría Hudes, vencedor do Pulitzer, Water by the Spoonful. Em 1999, ela apareceu na peça In Arabia, We'd All Be Kings, dirigida por Philip Seymour Hoffman.
Um dos papéis mais memoráveis de Liza para os espectadores de teatro foi o de "Church Lady" no drama vencedor do Prêmio Pulitzer de Stephen Adly Guirgis , Between Riverside and Crazy, encenado pela Atlantic Theater Company em 2014 e depois pelo Second Stage Theatre em 2015. Ela ganhou o prêmio Lucille Lortel de Melhor Atriz Coadjuvante por sua interpretação. Ela voltou a interpretar o papel em 2022 na Broadway, no Hayes Theatre do Second Stage. Em 2021, ela foi homenageada pela Dramatists Guild Foundation com o Prêmio Madge Evans e Sidnet Kingsley. O prêmio mais antigo do DGF homenageia um dramaturgo em meio de carreira e atrizes de teatro por excelência no teatro.
Nos cinemas, ela apareceu em United 93 (2006), Righteous Kill (2008) e no filme de terror de ação de 2016 The Purge: Election Year.
Liza também apareceu em séries de televisão como Sex and the City, Law & Order: Special Victims Unit, Blue Bloods, Dexter e entre outras. Em 2019, ela conseguiu seu primeiro papel recorrente no drama de curta duração da OWN, David Makes Man, e em 2021, ela se juntou ao elenco do drama vencedor do Emmy, In Treatment, como Rita.
Em 2022, ela alcançou uma fama significativa após estrelar a série de comédia dramática aclamada pela crítica, The Bear (O Urso), do Hulu, como Tina Marrero. Ela recebeu elogios da crítica por sua interpretação, incluindo um Screen Actors Guild Award e um Imagen Award.
Ela estrelou o filme de comédia de fantasia live action de John Krasinski, IF, lançado em 2024.
Sua vitória no Primetime Emmy Award de Melhor Atriz Coadjuvante em Série de Comédia em 2024 fez dela a primeira de ascendência latina a ganhar um Primetime Emmy nessa categoria.
Em maio de 2025, Liza foi anunciada como parte do elenco de Spider-Man: Brand New Day (2026).

## Vida pessoal
Liza é casada com o ator David Zayas desde 1998, conhecido por seu papel como Angel Batista da série Dexter, da Showtime.

## Filmografia

### Cinema
| Ano  | Título                    | Papel                 | Notas         |
| ---- | ------------------------- | --------------------- | ------------- |
| 1995 | The Keeper                | C.O. Melendez         |               |
| 2002 | Unfaithful                | Grumpy teacher        |               |
| 2002 | Apartment #5C             | Yolanda               |               |
| 2004 | Keane                     | 1st Ticket Agent      |               |
| 2005 | Heights                   | Ana                   |               |
| 2006 | Freedomland               | Bea                   |               |
| 2006 | United 93                 | Waleska Martinez      | [ 22 ]        |
| 2007 | Goodbye Baby              | Host                  |               |
| 2008 | Righteous Kill            | Judge Angel Rodriguez |               |
| 2011 | Margaret                  | Nurse                 |               |
| 2012 | Won't Back Down           | Yvonne                | [ 23 ]        |
| 2013 | All Is Bright             | Mother of Six         |               |
| 2015 | The Stockroom             | April                 |               |
| 2016 | The Purge: Election Year  | Dawn                  |               |
| 2016 | All at Once               | Linda Ramirez         |               |
| 2016 | Collateral Beauty         | Trevor's Mom          |               |
| 2017 | Lost Cat Corona           | Jasmine               |               |
| 2018 | Breaking Brooklyn         | Ms. Cruz              |               |
| 2020 | Before/During/After       | Juanita               |               |
| 2021 | Naked Singularity         | Liszt                 | [ 24 ] [ 25 ] |
| 2022 | Allswell in New York      | Ida                   | [ 26 ]        |
| 2023 | Cat Person                | Officer Elaine        |               |
| 2024 | IF                        | Janet                 |               |
| 2026 | Spider-Man: Brand New Day | TBA                   | [ 27 ]        |

### Televisão
| Ano          | Título                            | Papel                            | Notas                          |
| ------------ | --------------------------------- | -------------------------------- | ------------------------------ |
| 1994         | New York Undercover               | Speaker                          | Episódio: "Los Macheteros"     |
| 2000         | Deadline                          | Assistente social                |                                |
| 2001         | Third Watch                       | Maria                            | Epispodio: "Adam 55-3"         |
| 2002–2022    | Law & Order                       | Luisa / Sherry Velez / Lara Vega | 3 episódios                    |
| 2004         | Sex and the City                  | Melita                           | Episódio: "Splat!"             |
| 2004         | Hope & Faith                      | Rusti                            | Episódio: "Queer as Hope"      |
| 2004–2015    | Law & Order: Special Victims Unit | Dolores Rodriguez / Cyndi        | 3 episodes                     |
| 2005         | Jonny Zero                        | Lucia                            | Episódio: "La Familia"         |
| 2007         | Rescue Me                         | Sarah                            | Episódio: "Balance"            |
| 2008         | House                             | Maria                            | Episódio: "Emancipation"       |
| 2009         | Taking Chance                     | Agente de bilhetes               | Filme para televisão           |
| 2009         | Nurse Jackie                      | Mrs. Armando                     | Episódio: "School Nurse"       |
| 2010         | How to Make It in America         | Gloria                           | Episódio: "Big in Japan"       |
| 2010         | Dexter                            | Paloma Aragon                    | Episódio: "Take It!"           |
| 2011         | Louie                             | Miss Hernandez                   | 2 episódios                    |
| 2011         | Hung                              | Gloria                           | Episódio: "The Whole Beefalo"  |
| 2013         | Assistance                        | Dorothy                          | Filme para televisão           |
| 2015         | Get Some!                         | Mickie Martell                   | Episódio: "Chopped"            |
| 2016         | Unforgettable                     | Laura Barton                     | Episódio: "Bad Company"        |
| 2016         | Blue Bloods                       | Ana Baez                         | Episódio: "Stomping Grounds"   |
| 2016         | The Pearl                         | Eileen Rosado                    | Filme para televisão           |
| 2017         | Bull                              | ADA Jessica Goodman              | Episódio: "Already Gone"       |
| 2018         | Titans                            | Detetive Jessica Perez           | 2 episódios                    |
| 2019         | Proven Innocent                   | Lucia Rincon                     | Episódio: "Pilot"              |
| 2019         | David Makes Man                   | Diretora Fallow                  |                                |
| 2021         | In Treatment                      | Rita Ortiz                       |                                |
| 2022–present | The Bear                          | Tina Marrero                     | Elenco principal, 35 episódios |

### Teatro
| Ano  | Título                                | Papel                                | Notas                                          |
| ---- | ------------------------------------- | ------------------------------------ | ---------------------------------------------- |
| 1995 | ¡Olé!                                 | Liza (Sistah Supreme)                | Off-Broadway; Playwright                       |
| 1999 | In Arabia, We'd All Be Kings          | Daisy                                | Off-Broadway; Playwright                       |
| 2003 | Our Lady of 121st Street              | Norca                                | Off-Broadway; Playwright                       |
| 2003 | Living Out                            | Zoila Tezo                           | Off-Broadway; Playwright                       |
| 2005 | The Last Days of Judas Iscariot       | Gloria/Madre Teresa                  | Off-Broadway; Playwright                       |
| 2007 | A View From 151st Street              | Lea                                  | Off-Broadway; Playwright                       |
| 2008 | The Little Flower of East Orange      | Magnolia / Nurse 1 / Pope John XXIII | Off-Broadway; Playwright                       |
| 2009 | Othello                               | Emilia                               | Off-Broadway; Playwright                       |
| 2012 | Water by the Spoonful                 | Haiku Mom                            | Second Stage Theater Production                |
| 2014 | Between Riverside and Crazy           | Church Lady                          | Atlantic Theater Production                    |
| 2015 | Between Riverside and Crazy           | Church Lady                          | Second Stage Theater Production                |
| 2017 | Mary Jane                             | Sherrie                              | New York Theatre Workshop Production           |
| 2017 | The Blameless                         | Amanda Garcia                        | Regional                                       |
| 2019 | Halfway Bitches Go Straight to Heaven | Sarge                                | Atlantic Theatre's Off-Broadway World Premiere |
| 2022 | Between Riverside and Crazy           | Church Lady                          | Produção original da Broadway                  |

## Prêmios e indicações

### Cinema e televisão
| Ano  | Prêmio                     | Categoria                                              | Projeto  | Resultado | Ref.   |
| ---- | -------------------------- | ------------------------------------------------------ | -------- | --------- | ------ |
| 2023 | Imagen Awards              | Melhor Atriz Coadjuvante - Comédia (Televisão)         | The Bear | Venceu    | [ 29 ] |
| 2023 | Screen Actors Guild Awards | Melhor elenco em série de comédia                      | The Bear | Indicado  | [ 30 ] |
| 2024 | Screen Actors Guild Awards | Melhor elenco em série de comédia                      | The Bear | Venceu    | [ 31 ] |
| 2024 | Primetime Emmy Awards      | Melhor Atriz Coadjuvante em Série de Comédia           | The Bear | Venceu    | [ 32 ] |
| 2024 | Imagen Awards              | Melhor Atriz Coadjuvante - Comédia (Televisão)         | The Bear | Venceu    | [ 33 ] |
| 2025 | Golden Globes Awards       | Globo de Ouro de melhor atriz coadjuvante em televisão | The Bear | Indicado  | [ 34 ] |

### Teatro
| Ano  | Prêmio                      | Categoria                             | Projeto                               | Resultado | Ref.   |
| ---- | --------------------------- | ------------------------------------- | ------------------------------------- | --------- | ------ |
| 2004 | Lucille Lortel Awards       | Melhor Atriz em destaque              | Living Out                            | Indicado  | [ 35 ] |
| 2015 | Lucille Lortel Awards       | Melhor atriz em peça                  | Between Riverside and Crazy           | Venceu    | [ 35 ] |
| 2018 | Lucille Lortel Awards       | Melhor atriz em peça                  | Mary Jane                             | Indicado  | [ 35 ] |
| 2020 | Outer Critics Circle Awards | Melhor atriz em peça                  | Halfway Bitches Go Straight to Heaven | Venceu    | [ 35 ] |
| 2020 | Obie Awards                 | Melhor performance                    | Halfway Bitches Go Straight to Heaven | Venceu    | [ 35 ] |
| 2020 | Drama League Awards         | Melhor desempenho                     | Halfway Bitches Go Straight to Heaven | Indicado  | [ 35 ] |
| 2020 | Drama Desk Awards           | Melhor Atriz em Peça                  | Halfway Bitches Go Straight to Heaven | Venceu    | [ 35 ] |
| 2021 | Dramatists Guild Foundation | Madge Evans and Sidney Kingsley Award | Madge Evans and Sidney Kingsley Award | Venceu    |        |

## Links externos
- Liza Colón-Zayas. no IMDb.
- Liza Colón-Zayas no Internet Off-Broadway Database